# 21st Century Breakdown
21st Century Breakdown er det ottende studiealbum af den amerikanske rock-trio Green Day. Albummet blev udgivet overalt 15. maj 2009, og røg direkte ind på DK Hitlisten #1 og nummer ét i over 20 andre lande verden over. Albummet er produceret af Butch Vig. Bandet påbegyndte arbejdet på pladen i januar 2006. 45 sange blev skrevet af sanger og guitarist Billie Joe Armstrong i oktober 2007, men bandets medlemmer påbegyndte ikke arbejdet med Vig indtil januar 2008. Sangskrivningen og indspilningsprocessen tog omtrent 3 år, før albummet blev helt færdig i april 2009.
Kritikere verden over tog generelt positivt imod albummet. Især Billie Joe's sangskrivning blev rost. Green Day begyndte sin verdensturné i sommeren 2009, med 21st Century Breakdown World Tour 2009 / 2010, hvor de startede i USA og videre gennem Europa og videre til Asien og Japan. Den 9. oktober 2009 gæstede bandet København, med en komplet udsolgt koncert i Forum. De kom igen næste sommer, til Skive Festival 2010 den 2. juni.

## Singler
"Know Your Enemy" var førstesingle fra albummet og blev udgivet april 2009, måneden før selve albummet udkom. Næste singler udgivet var: "21 Guns", "East Jesus Nowhere" og "21st Century Breakdown". Bandet udgav "Last of the American Girls" som sidste single fra albummet.

## Priser
Pladen har vundet op til flere betydningsfulde priser, og ved Grammy-uddelingen 2010 kunne bandet hive prisen for Best Rock Album hjem.

## Album- og koncerttrackliste
Albummet er delt op i tre akter: Heroes and Cons, Charlatans and Saints  og Horseshoes and Handgrenades.
Al lyrik skrevet af Billie Joe Armstrong, al musik komponeret af Green Day.
| Nr. | Titel                 | Længde |
| --- | --------------------- | ------ |
| 1.  | "Song of the Century" | 0:57   |

| 2. | "21st Century Breakdown" | 5:09 |
| 3. | "Know Your Enemy"        | 3:11 |
| 4. | "¡Viva la Gloria!"       | 3:31 |
| 5. | "Before the Lobotomy"    | 4:37 |
| 6. | "Christian's Inferno"    | 3:07 |
| 7. | "Last Night on Earth"    | 3:57 |

| 8.  | "East Jesus Nowhere"             | 4:35 |
| 9.  | "Peacemaker"                     | 3:24 |
| 10. | "Last of the American Girls"     | 3:51 |
| 11. | "Murder City"                    | 2:54 |
| 12. | "¿Viva la Gloria? (Little Girl)" | 3:48 |
| 13. | "Restless Heart Syndrome"        | 4:21 |

| 14.           | "Horseshoes and Handgrenades"                              | 3:14  |
| 15.           | "The Static Age"                                           | 4:17  |
| 16.           | "21 Guns"                                                  | 5:21  |
| 17.           | "American Eulogy" (A. "Mass Hysteria" / B. "Modern World") | 4:26  |
| 18.           | "See the Light"                                            | 4:36  |
| Total længde: | Total længde:                                              | 69:16 |

### 21st Century Breakdown World Tour 2009 / 2010
Da Green Day gæstede Danmark i oktober 2009, blev der både spillet sange fra deres nye og ældre album, som Dookie og Insomniac.
Setlist, GREEN DAY, Forum København, 9. okt. 09:
1. "Song of the Century"
2. "21st Century Breakdown"
3. "Know Your Enemy"
4. "East Jesus Nowhere"
5. "Holiday"
6. "The Static Age"
7. "Before the Lobotomy"
8. "Are We the Waiting"
9. "St. Jimmy"
10. "Boulevard of Broken Dreams"
11. "Hitchin' a Ride"
12. "When I Come Around"
13. "Jaded"
14. "Longview"
15. "Basket Case"
16. "She"
17. "King For A Day"
18. "21 Guns"
19. "American Eulogy"
20. "American Idiot"
21. "Minority"
22. "Macy's Day Parade"
23. "Good Riddance (Time of Your Life)"